# 最後の一句
『最後の一句』（さいごのいっく）は、森鷗外の小説。1915年10月に『中央公論』に発表された。

## あらすじ
元文3年（1738年）大阪の船乗り業桂屋の主人・太郎兵衛は、知人の不正を被る形で死罪となった。悲嘆にくれる家族の中で、長女のいちは父の無罪を信じ、単身、大阪西町奉行佐々又四郎に助命の願書を出し、父の代わりに自身と兄弟たちを死罪にするよう申し立てる。少女の大胆な行為に背後関係を疑った奉行は、大阪城代に相談、女房と子供たちを白洲に呼び寄せ、責め道具を並べて白状させようとする。
白州で佐々は一人一人に事情を聞くが、いちだけは祖母の話から事情を聞き父の無罪を確信したこと、自身を殺して父を助けてほしいことを理路整然と答える。なおも、「お前の申立には嘘はあるまいな」と佐々が拷問をほのめかして尋ねても、いちは「間違はございません」と毅然と答え、なおも、お前の願いを聞いて父を許せば、お前たちは殺される。父の顔を見なくなるがよいか。との問いに、いちは冷静に「よろしゅうございます」そして「お上の事には間違はございますまいから」と付け加えた。この反抗の念をこめた最後の一句は役人たちを驚かせるが、同時に娘の孝心にも感じさせられることになった。そして太郎兵衛は、宮中の桜町天皇大嘗会執行を名目に死罪を免れるのであった。

## 解説
原作は太田蜀山人の随筆「一話一言」で、鴎外がアレンジを施した。題名となった、いちの「お上の…」の言葉は原作にはなく、鴎外の創作である。この作が執筆されたのは1913年9月17日であるが、その前日、鴎外は新聞記者に陸軍の引退を表明している（予備役発表は1914年4月13日）。当時鴎外は軍内でも孤立しており、「老来殊覚官情薄」という漢詩を作るなど不満が蓄積していた。そんな思いが、作中におけるいちの官僚批判の一句として表されている。この作に見られる批判の姿勢はこの後の｢高瀬舟」にも受け継がれていく。